# IC 1531
IC 1531 — галактика типу SB0 (компактна витягнута галактика) у сузір'ї Скульптор.
Цей об'єкт міститься в оригінальній редакції індексного каталогу.